# Pycnophyes flaveolatus
Pycnophyes flaveolatus är en djurart som tillhör fylumet pansarmaskar, och som beskrevs av Carl Zelinka 1928. Pycnophyes flaveolatus ingår i släktet Pycnophyes och familjen Pycnophyidae. Arten är reproducerande i Sverige. Inga underarter finns listade i Catalogue of Life.